# Ricardo Moniz
Ricardo Moniz (ur. 17 czerwca 1964 w Rotterdamie) – holenderski piłkarz pochodzenia hiszpańskiego występujący na pozycji obrońcy, a także trener.

## Kariera piłkarska
Karierę rozpoczynał w 1981 w zespole FC Eindhoven z Eerste divisie. Grał tam przez trzy lata, a potem odszedł do HFC Haarlem z Eredivisie. W lidze tej zadebiutował 2 grudnia 1984 w wygranym 2:0 meczu z MVV Maastricht, w którym strzelił także gola. Przez cztery lata w barwach Haarlemu rozegrał 95 spotkań i zdobył 9 bramek. Następnie grał w RKC Waalwijk (Eredivisie), belgijskim FC Eeklo (Tweede klasse) oraz Helmond Sport (Eerste divisie). W 1993 zakończył karierę.

## Kariera trenerska
Karierę rozpoczął w VV Nuenen. Następnie był asystentem trenera w reprezentacji Zjednoczonych Emiratów Arabskich oraz Feyenoordzie, a także trenerem technicznym w szwajcarskim Grasshopper Club Zurych. W latach 2004–2005 prowadził juniorów PSV Eindhoven, drużynę Jong PSV. Potem pracował w angielskim Tottenhamie Hotspur jako skills coach.
W 2008 został trenerem technicznym niemieckiego Hamburgera SV. 27 kwietnia 2010 objął stanowisko trenera tego zespołu. W Bundeslidze zadebiutował 1 maja 2010 w wygranym 4:0 spotkaniu z 1. FC Nürnberg. Oprócz tego, drużynę HSV poprowadził jeszcze w jednym meczu Bundesligi, a także jednym w Lidze Europy. Po zakończeniu sezonu 2009/2010 przestał być szkoleniowcem Hamburgera SV.
W 2010 został trenerem osobistym w austriackim Red Bull Salzburg, a w kwietniu 2011 pierwszym trenerem tego zespołu. W tym samym roku wywalczył z nim wicemistrzostwo Austrii, a w 2012 roku mistrzostwo Austrii. W Red Bullu pracował do końca sezonu 2011/2012.
W 2012 objął stanowisko szkoleniowca węgierskiego Ferencvárosi TC, które pełnił do 1 grudnia 2013.
Od 27 marca do 4 czerwca 2014 roku, był trenerem Lechii Gdańsk i zajął  z nią 4. miejsce w lidze, które było najlepszym wynikiem od 56 lat.

## Sukcesy
Trener
- Mistrzostwo Austrii (1x): 2011/2012
- Wicemistrzostwo Austrii (1x): 2010/2011
- 4 Miejsce w rozgrywkach T-Mobile Ekstraklasy 2013/14